# Måns Mårlind
Måns Mårlind est un réalisateur et scénariste suédois, né le 29 juillet 1969  à Vallentuna.

## Biographie
Måns Mårlind est notamment connu pour sa collaboration avec le réalisateur Björn Stein (da), avec qui il a réalisé trois films.

## Filmographie
Avec Björn Stein
- 2002 : Disco Kung Fu (court-métrage)
- 2005 : Storm
- 2009 : Le Silence des ombres (Shelter)
- 2012 : Underworld : Nouvelle Ère (Underworld: Awakening)